# ルーアン護送車襲撃事件
ルーアン護送車襲撃事件（ルーアンごそうしゃしゅうげきじけん）とは、2024年5月14日にフランス北部の都市ルーアン郊外で発生した、モハメド・アムラの乗った護送車を武装集団が襲撃し、刑務官2名が死亡した事件。

## 概要
事件は、2024年5月14日午前11時ごろ、ルーアン近郊の高速道路の料金所で発生。モハメド・アムラを乗せた護送車がトールゲートを通過した直後、武装集団の車が護送車の正面をふさぐように追突。車から下りてきた自動小銃などで武装した犯人が発砲し、刑務官2名が死亡、3名が重傷を負う。護送されていたモハメド・アムラと武装集団が現場から逃亡。
モハメド・アムラは、10日に強盗事件で有罪判決を受けており、麻薬密売組織の幹部で「ザ・フライ」の名でも知られていた。誘拐致死などの罪でも追及を受けていた。襲撃事件は、別の事件で取り調べを受けていたルーアンの裁判所からエヴルーにある刑務所に移送する最中に発生した。
警察は数百人体制でモハメド・アムラの行方を追っていたが、2025年2月22日にルーマニアの首都ブカレストで現地警察に逮捕されている。